# Aristolocheen
Aristolocheen is een bicyclisch sesquiterpeen met als brutoformule C15H24. De stof wordt onder bepaalde omstandigheden geproduceerd door de schimmel Penicillium roqueforti, een schimmel die wordt gebruikt voor de productie van blauwschimmelkazen. Er zijn echter geen bekende gevallen van acute vergiftiging door deze kazen. De stof behoort tot de familie der mycotoxines. De basisstructuur, dehydronaftaleen, vormt het uitgangspunt voor andere mycotoxines.

## Biosynthese
Aristolocheen wordt in vivo gesynthetiseerd uit farnesylpyrofosfaat door middel van het enzym aristolocheensynthase.

## Toxicologie
Aristolocheen is de precursor voor een gif dat bekendstaat als PR-toxine. PR-toxine is in verband gebracht met talloze incidenten van voedselvergiftigingen die het gevolg zijn van beschimmelde granen, voornamelijk rogge.